# Judo na Letnich Igrzyskach Olimpijskich 1996
Judo na Letnich Igrzyskach Olimpijskich 1996 w Atlancie, odbyło się w dniach 20 - 26 lipca 1996. Startowali mężczyźni oraz kobiety. Niespodzianką zawodów kobiecych, było zdobycie złotego medalu przez Kye Sun-Hi, która tuż przed turniejem olimpijskim otrzymała "dziką kartę" na zawody.

## Medaliści

### Mężczyźni
| Kat. wagowa             |                 |                     |                                           |
| ----------------------- | --------------- | ------------------- | ----------------------------------------- |
| Waga ekstralekka −60 kg | Tadahiro Nomura | Girolamo Giovinazzo | Richard Trautmann Dordżpalamyn Narmandach |
| Waga półlekka −65 kg    | Udo Quellmalz   | Yukimasa Nakamura   | Israel Hernández Henrique Guimarães       |
| Waga lekka −71 kg       | Kenzō Nakamura  | Kwak Dae-sung       | Christophe Gagliano Jimmy Pedro           |
| Waga półśrednia −78 kg  | Djamel Bouras   | Toshihiko Koga      | Soso Liparteliani Cho In-chul             |
| Waga średnia −86 kg     | Jeon Ki-young   | Armen Bagdasarov    | Marko Spittka Mark Huizinga               |
| Waga półciężka −95 kg   | Paweł Nastula   | Kim Min-soo         | Stéphane Traineau Aurélio Miguel          |
| Waga ciężka +95 kg      | David Douillet  | Ernesto Pérez       | Frank Möller Harry Van Barneveld          |

### Kobiety
| Kat. wagowa             |                      |                   |                                  |
| ----------------------- | -------------------- | ----------------- | -------------------------------- |
| Waga ekstralekka −48 kg | Kye Sun-hui          | Ryōko Tani        | Yolanda Soler Amarilis Savón     |
| Wag półlekka −52 kg     | Marie-Claire Restoux | Hyun Sook-hee     | Noriko Sugawara Legna Verdecia   |
| Waga lekka −56 kg       | Driulis González     | Jung Sun-yong     | Isabel Fernández Marisabel Lomba |
| Waga półśrednia −61 kg  | Yuko Emoto           | Gella Vandecaveye | Jenny Gal Jung Sung-sook         |
| Waga średnia −66 kg     | Cho Min-sun          | Aneta Szczepańska | Wang Xianbo Claudia Zwiers       |
| Waga półciężka −72 kg   | Ulla Werbrouck       | Yōko Tanabe       | Ylenia Scapin Diadenis Luna      |
| Waga ciężka +72 kg      | Sun Fuming           | Estela Rodríguez  | Johanna Hagn Christine Cicot     |

## Tabela medalowa
| Poz. | Państwo           |   |   |   | Łącznie |
| ---- | ----------------- | - | - | - | ------- |
| 1    | Japonia           | 3 | 4 | 1 | 8       |
| 2    | Francja           | 3 | 0 | 3 | 6       |
| 3    | Korea Południowa  | 2 | 4 | 2 | 8       |
| 4    | Kuba              | 1 | 1 | 4 | 6       |
| 5    | Belgia            | 1 | 1 | 2 | 4       |
| 6    | Polska            | 1 | 1 | 0 | 2       |
| 7    | Niemcy            | 1 | 0 | 4 | 5       |
| 8    | Chiny             | 1 | 0 | 1 | 2       |
| 9    | Korea Północna    | 1 | 0 | 0 | 1       |
| 10   | Hiszpania         | 0 | 1 | 2 | 3       |
| 11   | Włochy            | 0 | 1 | 1 | 2       |
| 12   | Uzbekistan        | 0 | 1 | 0 | 1       |
| 13   | Holandia          | 0 | 0 | 3 | 3       |
| 14   | Brazylia          | 0 | 0 | 2 | 2       |
| 15   | Gruzja            | 0 | 0 | 1 | 1       |
| 15=  | Mongolia          | 0 | 0 | 1 | 1       |
| 15=  | Stany Zjednoczone | 0 | 0 | 1 | 1       |